# Emperatriz Liu
La emperatriz Zhangxian Mingsu (章獻明肅皇后); lit. «La emperatriz ordenada, digna, sabia y solemne», más conocida como emperatriz Liu (劉皇后), fue una emperatriz de la dinastía Song, casada con el emperador Zhenzong en 1012 y que rápidamente se ganó la confianza del emperador para tratar asuntos de gobierno. Gobernó extraoficialmente como regente de China durante la enfermedad del emperador Zhenzong desde 1020 hasta 1022, y luego oficialmente como regente durante la minoría de edad del emperador Renzong desde 1022 hasta su propia muerte en 1033. Como regente, mandaba en su propio nombre, no en el del joven emperador, se convirtió en la segunda mujer de la historia de China en llevar el manto imperial, después de Wu Zetian, la única emperatriz regente en la historia de China.

## Primeros años de vida
Huérfana en la infancia, Doña Liu fue criada por sus parientes maternos y, en la adolescencia, se convirtió en una cantante experta en tambores de mano. Se casó con Gong Mei (龔美), un platero que la llevó a la capital, Kaifeng, donde en 983 entró en el palacio del príncipe Zhao Yuanxiu, uno de los hijos del emperador. Según las anécdotas recogidas en la obra Sushui Jiwen del historiador Sima Guang, Gong Mei vendió a Doña Liu por su pobreza, probablemente primero a Zhang Qi (張耆), un funcionario del palacio del príncipe.
Zhao Yuanxiu, de 15 años, estaba muy enamorado de la artista de 14 años. En una ocasión, el emperador comentó que su hijo se estaba volviendo "apático y más delgado", y la estricta nodriza de Zhao Yuanxiu, que al parecer odiaba el probable comportamiento grosero de Doña Liu, la culpó rápidamente delante del emperador. Doña Liu se vio obligada a abandonar el palacio, pero el príncipe la retuvo en casa de Zhang Qi, que la aceptó a regañadientes sólo después de recibir 500 onzas de plata para la construcción de una residencia independiente, a fin de eludir la orden del emperador.

## Como consorte imperial y emperatriz
Zhao Yuanxiu, que más tarde cambió su nombre por el de Zhao Heng, se convirtió en emperador tras la muerte de su padre en 997. Al volver a su lado, la dama Liu recibió el título de "Bella Dama" (美人) en 1004 y fue ascendida a "Xiuyi" (修儀) en 1009. Como la emperatriz Guo había muerto en 1007, el emperador quiso hacer emperatriz a la consorte Liu, pero cedió tras una fuerte oposición ministerial.
En 1010, una de las sirvientas de la consorte Liu, la dama Li, dio a luz a un hijo, que fue engendrado por el emperador. Ya cuarentona y sin hijos, Doña Liu adoptó al niño y lo cuidó como si fuera suyo. En 1012 se convirtió en la Virtuosa Consorte Liu (劉德妃), y varios meses después se convirtió en emperatriz.
Liu era descrita como una mujer naturalmente despierta y perspicaz, con buen juicio y capacidad para tomar decisiones rápidas. Demostró estas cualidades en el manejo de los asuntos de palacio como emperatriz, y también aprendió lo suficiente como para poder entender y discutir los asuntos de estado con el emperador. Esto hizo que éste le confiara las tareas políticas durante su enfermedad.

## Emperatriz regente

### Regente del emperador Zhenzong
En 1020, el emperador Zhenzong se vio afectado por una enfermedad, que le causaría la muerte dos años más tarde, y fue incapaz de manejar los asuntos de Estado. Para entonces, la emperatriz ya estaba establecida como poder detrás del trono y manejaba todos los asuntos del estado. Gobernaría oficialmente como poderosa emperatriz y extraoficialmente como regente de China durante los dos años restantes de su vida.

### Regente del emperador Rengzong
En 1022, el emperador Zhenzong fue sucedido por el emperador Renzong, que tenía doce años de edad y, por tanto, no alcanzó la mayoría de edad hasta dentro de cinco años, en el testamento del emperador Zhenzong se decía:
"El príncipe heredero se sienta en el trono frente a mi ataúd. La emperatriz Liu es venerada como emperatriz viuda y asume el poder sobre todos los asuntos militares y civiles".
La emperatriz viuda Liu asumía ahora abierta y oficialmente todo el poder como regente de China durante su minoría de edad, y nada ni nadie podía restringirla de ninguna manera. Disfrutaba de todas las prerrogativas y honores imperiales: celebraba la corte (con el emperador niño a su lado o, a menudo, sólo con ella), se dirigía a sí misma como Zhen (chino: 朕; pinyin: Zhèn), un pronombre en primera persona reservado para el uso del emperador después de la dinastía Qin. Los funcionarios se dirigían a ella como Bixia, Majestad Real (chino: 陛下; pinyin: Bìxià), un honorífico utilizado cuando se dirigía directamente al emperador, y no Dianxia, Alteza Real (chino: 殿下; pinyin: Diànxià), un honorífico utilizado cuando se dirigía directamente a la emperatriz o a la emperatriz viuda, los edictos (敕, chi) que emitía se denominaban Zhe (制), que eran las órdenes personales del emperador, hacía celebrar su cumpleaños con nombres especiales, hacía enviar enviados en su propio nombre, e incluso asistía a la ceremonia del arado sagrado y al culto ancestral imperial, todo lo cual normalmente solo lo hacía un emperador gobernante. Como regente, se convirtió en la segunda mujer de la historia de China en vestir el manto imperial, después de Wu Zetian. Incluso según la tradición de los emperadores, pero no de las emperatrices consorte o emperatriz viuda, para construir siete templos para sus siete generaciones y venerarlas con los títulos del imperio, la emperatriz viuda Liu promovió a los antepasados de Liu a la igualdad de los antepasados imperiales. Este acto de la emperatriz viuda Liu fue similar al de la emperatriz viuda Lu de Han y la emperatriz viuda Wu de Tang, ambas conocidas por su monarquía rígida, absolutista, tiránica y despiadada.
Como política, la emperatriz Liu ha sido descrita como una regente competente. Según se dice, tenía la capacidad de nombrar a funcionarios capaces y despedir a los incapaces; de escuchar, aceptar y, en ocasiones, adherirse a las críticas a pesar de tener un temperamento feroz. Sin embargo, fue criticada por haber usurpado las ceremonias imperiales y haberse hecho adorar como si fuera un emperador, y porque nombró a sus parientes para altos cargos, ya que eran de origen pobre y considerados vulgares.
Como el emperador tenía doce años en el momento de su sucesión, y legalmente debía ser declarado mayor de edad a los diecisiete, lo normal hubiera sido que dejara el cargo de regente al cabo de cinco años: sin embargo, se negó a hacerlo y siguió gobernando hasta su muerte. Cuando murió, dejó instrucciones para que la consorte Yang la sucediera como regente del emperador, pero éste se negó a cumplir su voluntad[3].
Durante su reinado, el emperador Renzong había creído falsamente que era su madre biológica, y no se enteró de lo contrario hasta después de su muerte, lo que le hizo reaccionar con rabia. Degradó a los familiares y seguidores de Liu y elevó póstumamente a Doña Li al rango de emperatriz.

## Títulos
- Durante el reinado del emperador Taizu de Song (4 de febrero de 960- 14 de noviembre de 976):
  - Liu E (刘娥; desde 968)
  - Dama Liu (劉氏; desde 968)
- Durante el reinado del emperador Zhenzong de Song (8 de mayo de 997 - 23 de marzo de 1022 ):
  - Bella (美人; desde 1004)
  - Dama de la conducta cultivada (修儀; desde 1009)
  - Virtuosa consorte Liu (劉德妃; desde 1012)
  - Emperatriz (皇后; desde diciembre de 1012)
- Durante el reinado del emperador Renzong de Song (24 de marzo de 1022 - 30 de abril de 1063)
  - Emperatriz viuda (皇太后: desde 1022)
  - Emperatriz Zhangxian Mingsu (章獻明肅皇后; desde 1033)

## Ancestros
Según la historia oficial, el abuelo de Doña Liu, Liu Yanqing, fue general durante las dinastías Jin posterior y Han posterior. Posteriormente, la familia se trasladó de Taiyuan, en el norte, a Jiaozhou, en el suroeste, donde su padre, Liu Tong, asumió el cargo de prefecto, probablemente durante los primeros años de la recién establecida dinastía Song, que conquistó la región en el año 965.